# Pacific Northwest Wrestling
A Pacific Northwest Wresting (PNW), também conhecida como Portland Wrestling (PW), é o nome comum da promoção de wrestling profissional estadunidense de Portland, Oregon. Foi fundada em 1925 por Herb Owen. Se tornou parte da National Wrestling Alliance de 1947 até 1992.

## Campeões
| Título                                           | Atuais campeões            |
| Pacific Northwest Heavyweight Championship       | Dr. Luther                 |
| Pacific Northwest Tag Team Championship          | Big Ugly and Vinny Massaro |
| Pacific Northwest Light Heavyweight Championship | Timothy Thatcher           |